# Boby

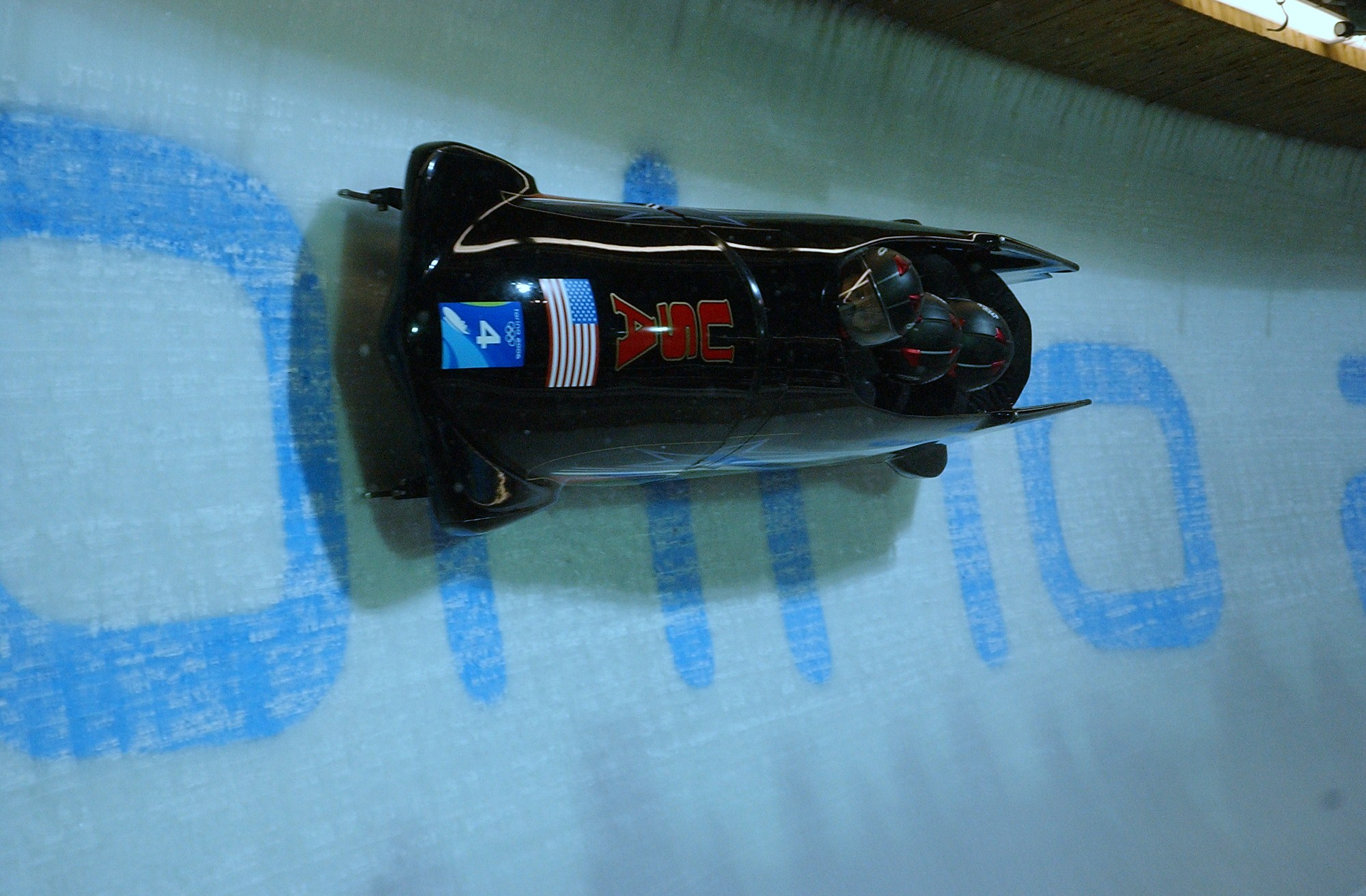
Moderní bobový čtyřčlenný tým Spojených států amerických

Boby jsou závodní sáně, používané pro zimní sport zvaný bobování. Při bobování sportovní družstva sjíždějí úzkou, točitou, nakloněnou, ledovou trať na bobu poháněném gravitací.

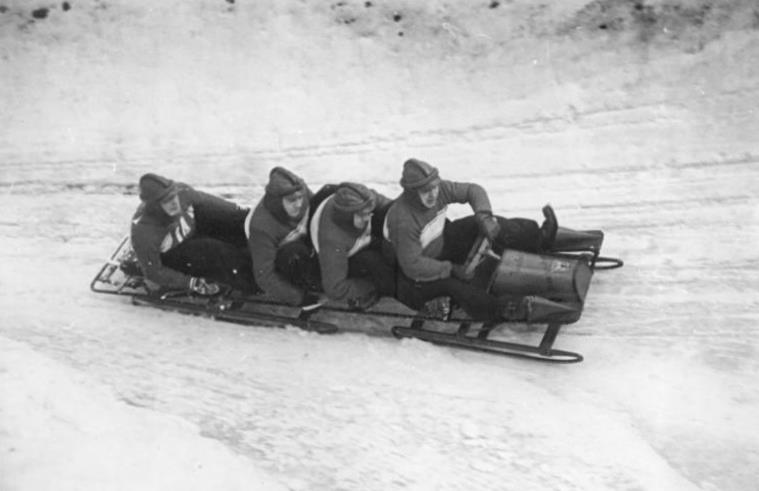
Východoněmecký bobový tým v roce 1951

## Historie
Boby vznikly koncem 19. století ve Svatém Mořici, kdy Švýcaři přidali k saním řídící mechanismus. V roce 1898 se v témže místě uskutečnily první závody. Ve Svatém Mořici vznikl rovněž i první bobový klub, který od roku 1902 pravidelně stavěl svou bobovou dráhu. Od původních dřevěných nekapotovaných bobů se postupně přecházelo k laminátu a kevlar-karbonové konstrukci. V roce 1923 byla v Paříži založena International Bobsleigh and Tobogganing Federation (FIBT) a od roku 1924 se staly boby olympijským sportem (Chamonix). Ženy se objevily na Olympiádě poprvé až v roce 2002 v Salt Lake City..

## O sportu
V bobech se závodí ve dvojbobu a čtyřbobu v kategorií mužů a dvojbobu v kategorii žen. Závodí se v ledových korytech, které jsou kromě dráhy ve Svatém Mořici všechny umělé s vlastním chlazením. Pouze švýcarská dráha se staví každý rok z kostek ledu přivezených z nedalekých jezer.
Závodníci mají za úkol sjet závodní dráhu v co nejkratším čase, k čemuž jim napomáhá:
1. Co nejrychlejší start
2. Materiál (kvalita bobu a nožů)
3. Zkušenosti pilota

Říká se, že rozdíl desetiny sekundy na startu dělá při zachování stejných podmínek (stejná jízda i materiál) tři desetiny rozdílu v cíli. Rychlost jízdy ve čtyřbobu dosahuje za optimálních podmínek nejvyšší hodnoty ve Svatém Mořici, kde se jezdí až 145 km/h a na bobisty působí v "ostrých" zatáčkách přetížení až 5G, což se rovná přetížení leteckých stíhačů. Vzhledem k extrémní náročnosti na organismus se smí v bobu závodit až od 18 let.

### Letní starty
V bobech existuje i málo známá letní sezona, ve které se závodí pouze ve startech a ve které se pravidelně pořádají Mistrovství světa i Evropy. České týmy patří historicky mezi jedny z nejúspěšnějších týmů na světě.[zdroj⁠?!]

## České osobnosti bobového sportu
Zimních olympijských her se od roku 1992 účastnili tyto osobnosti českého bobového sportu:
- Jiří Džmura
- Karel Dostál
- Pavel Polomský
- Pavel Puškár
- Roman Hrabaň
- Ivo Danilevič
- Jan Kobián
- Michal Moucha
- Roman Gomola
- Radek Řechka
- Martin Bohman
- Milan Studnička
- Peter Kondrát
- Jan Stokláska
- Jan Vrba
- Dominik Suchý
- Miloš Veselý
- Ondřej Kozlovský
- Dominik Dvořák
- Jakub Nosek